# Пролісок (ландшафтний заказник)
Пролісок — ландшафтний заказник місцевого значення. 
Знаходиться у межах Обухівського лісництва ДП «Київське лісове господарство» – квартали 66, 67, 68, 69 (всі виділи) на території Григорівської сільської ради. Заказник оголошено рішенням 25 сесії Київської обласної ради V скликання від 23 липня 2009 р. № 490-25-V. Наукове обґрунтування створення заказника підготовлено експертами Ukrainian Nature Conservation Group[джерело?].

## Опис
Територія є лісовими масивами, що збереглись в околицях сіл Григорівка, Матяшівка та Гусачівка. У ландшафтному відношенні
урочище є терасованими схилами по правому березі р. Красна. Рослинність складається переважно з деревних ценозів, в яких представлені граб звичайний, дуб звичайний, ясен звичайний, клен гостролистий, береза повисла. Біля підніжжя схилу на більш вологих місцях ростуть тополя біла, тополя чорна, верба біла, осика та вільха чорна. На деяких ділянках є незначні насадження ялини європейської та сосни кримської. У трав’яному покриві можна побачити проліску дволисту, ряст порожнистий, зірочки жовті. Улітку на галявинах квітують підмаренник справжній, суниці лісові, конюшина польова. В урочищі зростають цінні лікарські рослини: звіробій продірявлений, полин гіркий, суховершки звичайні, шипшина собача та бузина чорна.

У заказнику мешкають жук-олень, вусач мускусний, махаон – види, що занесені до Червоної книги України. Амфібії представлені такими видами - жаба гостроморда та ропуха звичайна. Серед плазунів трапляється вуж звичайний.
Найбільша група тварин заказника – птахи. Тут гніздяться зяблик, два види синиць, кропив’янка, вівчарик, повзик, дрізд, шпак, сорока, сойка, крук і три види дятлів. Із ссавців тут трапляються вивірка звичайна, їжак білочеревий, заєць сірий, лисиця звичайна, вепр, сарна європейська та ряд видів гризунів і комахоїдних.

## Світлини

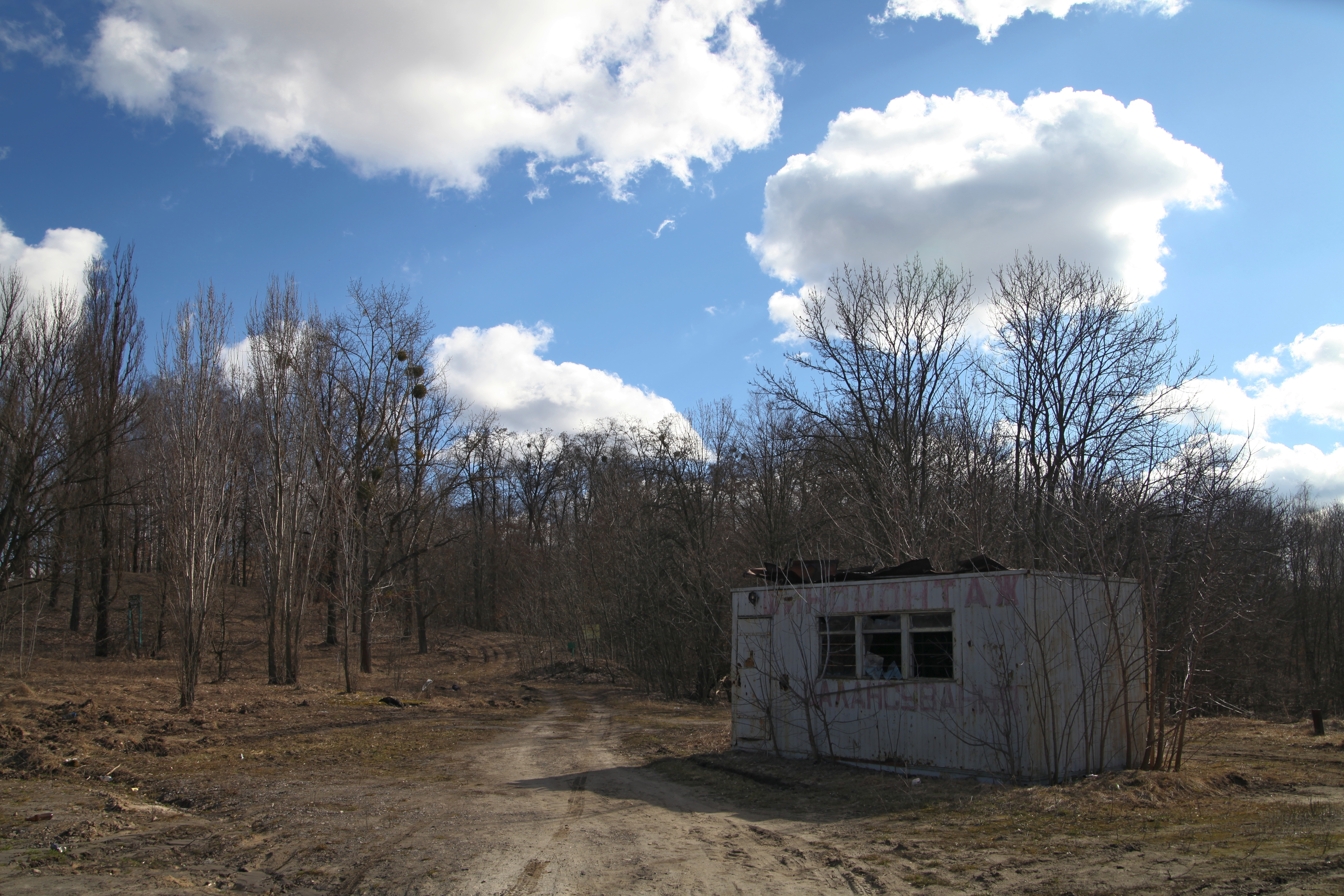
Вид з дороги
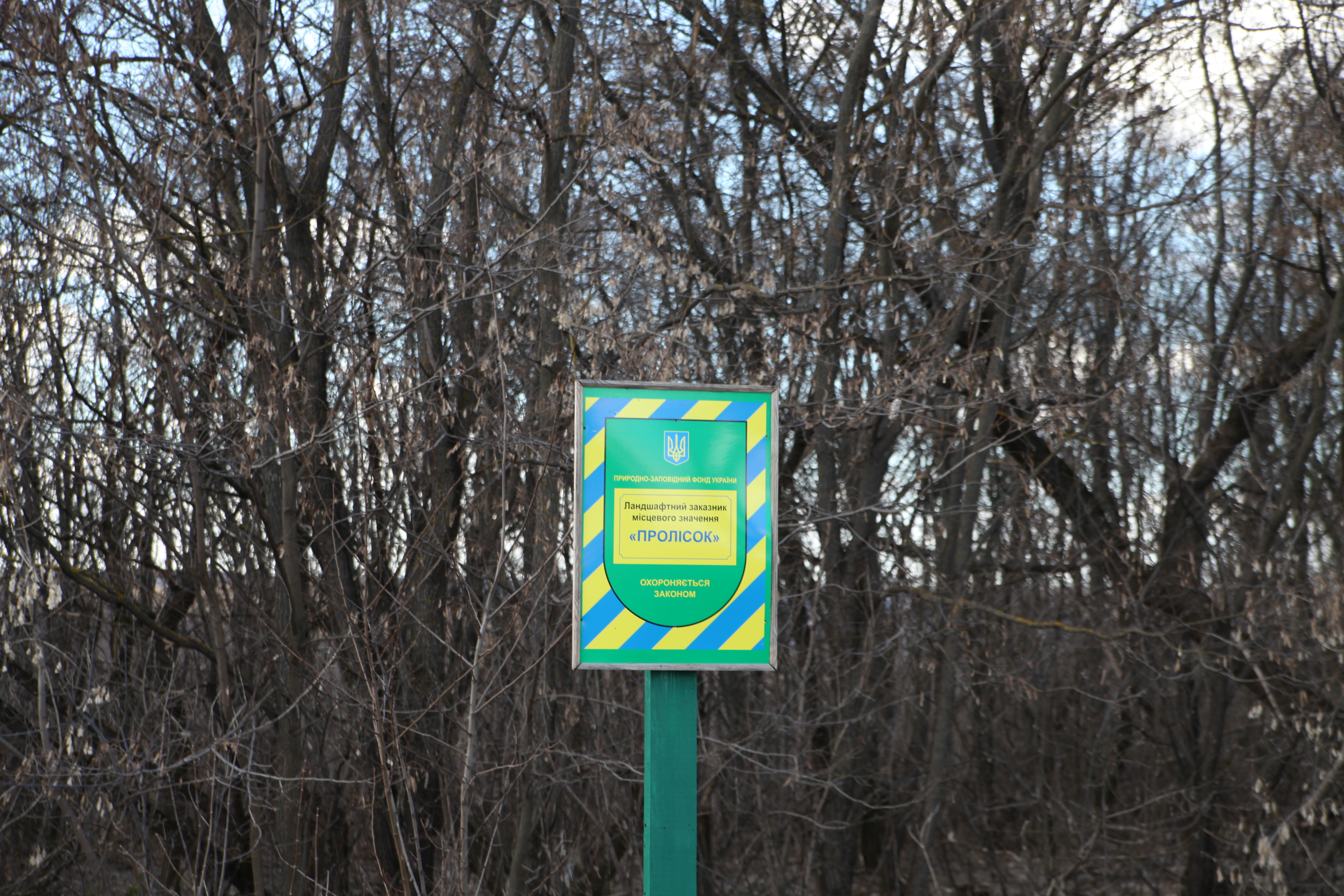
Табличка
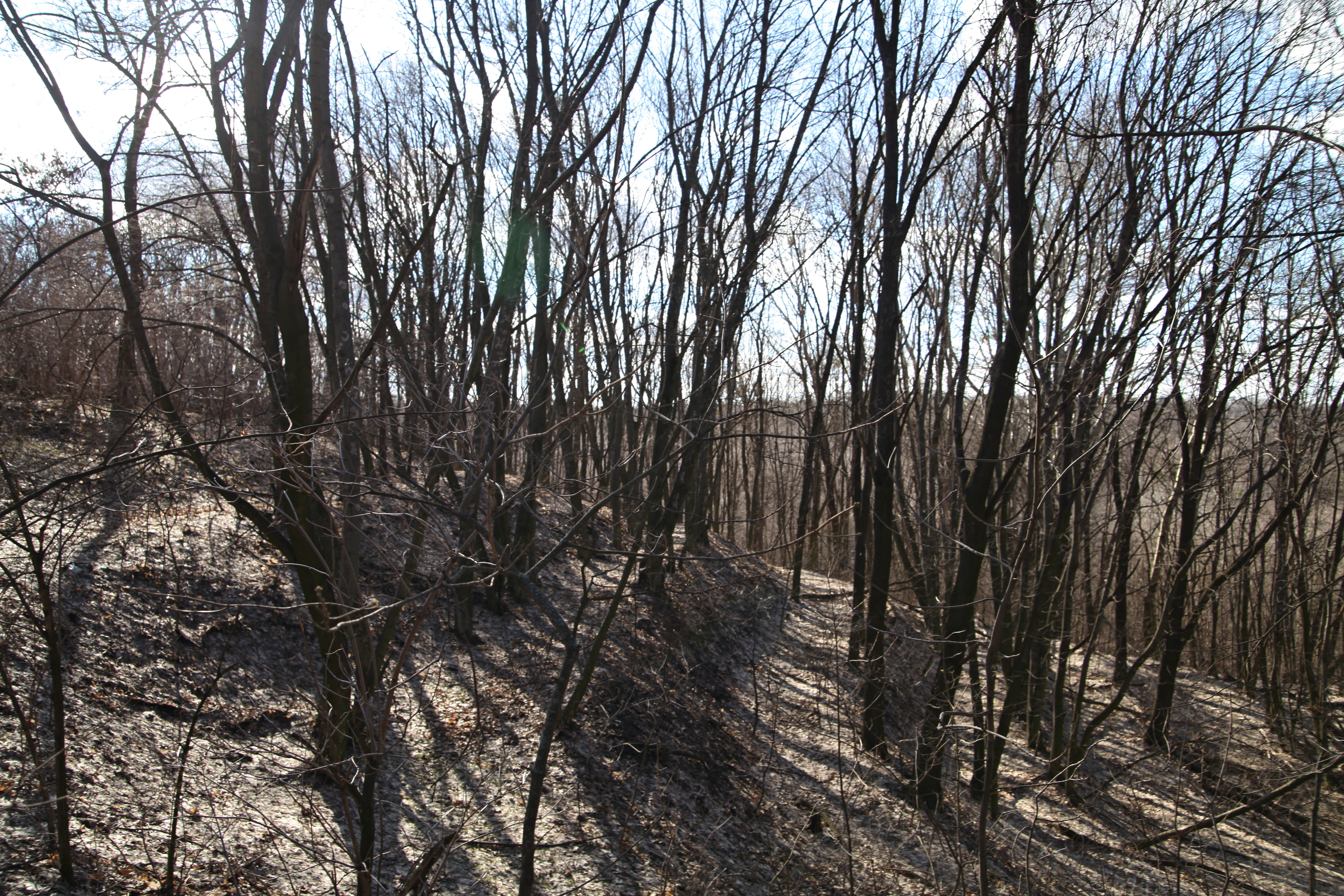
Тераси
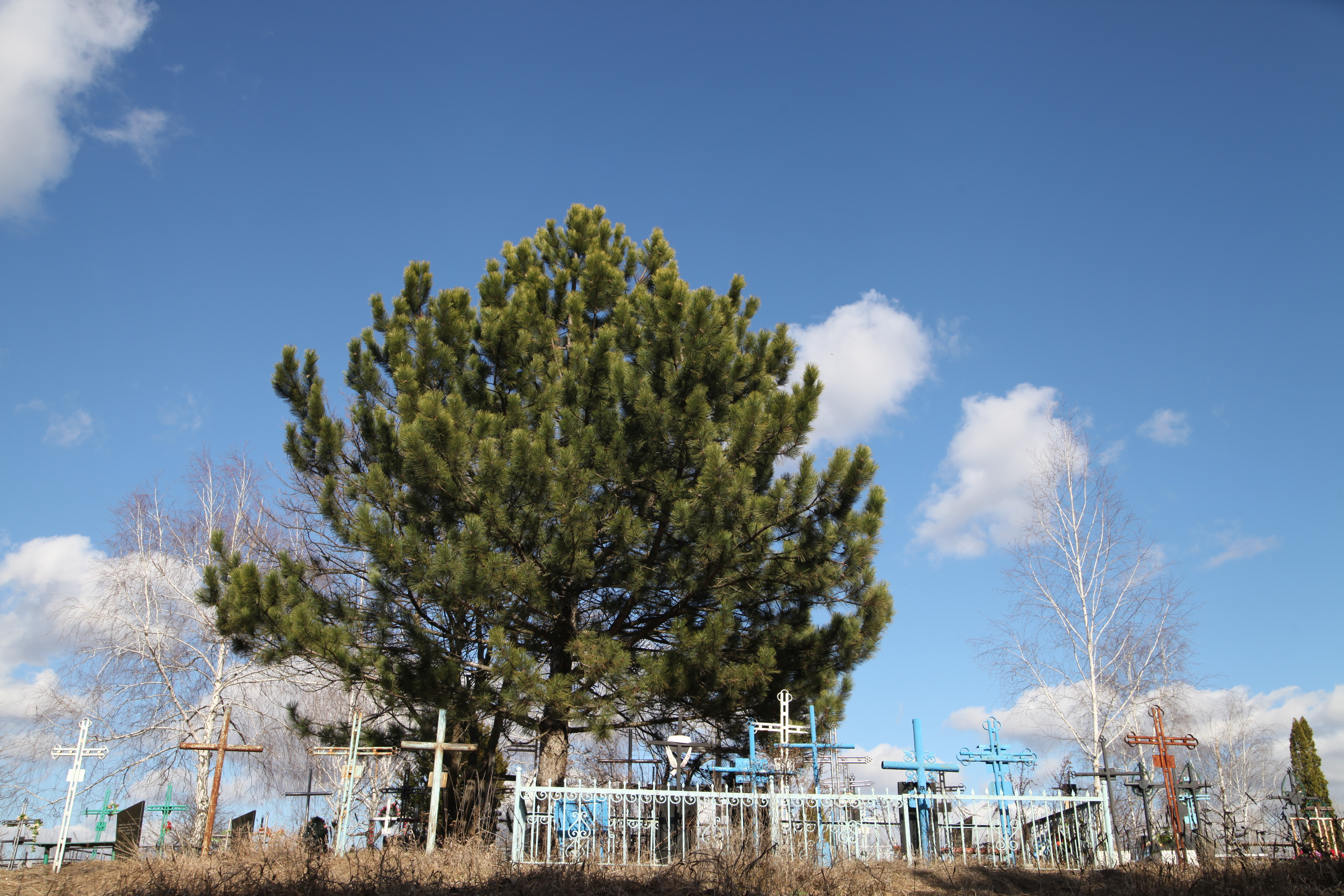
Кримська сосна